# Governació de Rafah
La Governació de Rafah (àrab: محافظة رفح, Muḥāfaẓat Rafaḥ) és una de les 16 divisions administratives de l'Autoritat Nacional Palestina i una de les 5 situades en la porció sud de la Franja de Gaza. La seva capital provincial és la ciutat de Rafah a la frontera amb Egipte. Segons l'Oficina Central Palestina d'Estadístiques, la província tenia 171.363 a mitjan any 2006. S'hi troba l'Aeroport Internacional Yasser Arafat actualment tancat.

## Localitats
- al-Bayuk
- al-Mawasi
- al-Qarya as-Suwaydiya
- Rafah (capital)
- Shokat as-Sufi

## Camps de Refugiats
- Tel al-Sultan
- Camp de Rafah